# نولان ويست
نولان ويست (بالإنجليزية: Nolan West)‏ هو سياسي أمريكي، ولد في 30 سبتمبر 1990. نشط حزبياً في الحزب الجمهوري لمينيسوتا ‏ والحزب الجمهوري. وقد انتخب عضو مجلس نواب مينيسوتا (3 يناير 2017 – ).